# Calamaria sangi
Calamaria sangi е вид змия от семейство Смокообразни (Colubridae).

## Разпространение
Видът е разпространен във Виетнам.